# Balocha maldanadoi
Balocha maldanadoi är en insektsart som beskrevs av Rao,k. och K. Ramakrishnan 1979. Balocha maldanadoi ingår i släktet Balocha och familjen dvärgstritar. Inga underarter finns listade i Catalogue of Life.